# Apollo 15
Apollo 15 (angleško Apolon 15) je bila deveta vesoljska odprava s človeško posadko v Nasinem Programu Apollo in četrta, ki je pristala na Luni.
Člani te odprave so s seboj skrivoma vzeli skulpturo Padli astronavt, ki je zdaj edino umetniško delo, postavljeno na Luni.

## Posadka
Številka v oklepaju predstavlja število vesoljskih poletov vključno s tem za vsakega člana posadke.
- David Randolph Scott (3), poveljnik odprave (CDR)
- Alfred Merrill Worden (1), pilot Komandnega modula (CMP)
- James Benson Irwin (1), pilot Lunarnega modula (LMP)

### Nadomestna posadka
- Richard Francis Gordon mlajši, poveljnik odprave
- Vance DeVoe Brand, pilot Komandnega modula
- Harrison Hagan Schmitt, pilot Lunarnega modula

### Pomožna posadka
- Joseph Percival Allen
- Robert Allan Ridley Parker
- Karl Gordon Henize

### Nadzorniki poleta
- Gene Kranz, bela ekipa
- Glynn Lunney, črna ekipa
- Milton Windler, kostanjeva ekipa
- Gerald D. Griffin, zlata ekipa

## Slovenija in Apollo 15
Konec januarja 1972 so se ameriški astronavti Apolla 15 David R. Scott, Alfred M. Worden in James B. Irwin ustavili tudi Sloveniji. - Med drugim so obiskali Ljubljano in smučali na smučišču Zatrnik pri Gorjah, kjer so prvič stali na smučeh – smučali so na Elanovih smučeh z napisom Apollo.